# Касалица, Филип
Филип Касалица (черног. Филип Касалица; род. 17 декабря 1988, Титово-Ужице) — черногорский футболист, нападающий сербского клуба «Графичар», выступающий на правах аренды за ОФК.

## Карьера

### Клубная
Футбольную карьеру начинал в 2004 году в ОФК. В 2008 году стал игроком клуба «Хайдук» Кула. В 2014 году перешёл в южнокорейский «Ульсан Хёндэ». В 2016 году подписал контракт с казахстанским клубом «Ордабасы». С 2022 года играет за сербский «Графичар». В феврале 2023 года перешёл на правах аренды в ОФК.

### В сборной
Выступал за сборную Черногории до 21 года. В 2012 году дебютировал за сборную Черногории, за которую провёл 10 игр и забил 1 гол.

## Достижения
«Црвена звезда»
- Чемпион Сербии: 2013/14
- Обладатель  Кубка Сербии: 2011/12